# Baltrum IV
Die Baltrum IV ist eine kleine Passagierfähre, die zwischen der Nordseeinsel Baltrum und dem Hafen in Neßmersiel verkehrt.

## Das Schiff
Das Schiff wurde auf der Schiffswerft Julius Diedrich in Oldersum gebaut. Es ergänzt mit seinem extrem niedrigen Tiefgang die Hauptfähren Baltrum I und Baltrum III als eine Art Wassertaxi. Die Fahrzeit nach Neßmersiel liegt deutlich unter der der Baltrum I.
Vorgängerschiff mit dem gleichen Namen war die 1969 gebaute Baltrum IV, die zwischen 1969 und 1982 die Insel bediente.